# Józef Blak
Józef Blak (ur. 30 listopada 1905 w Rudniku, zm. 1980) – polski działacz spółdzielczy i partyjny, nauczyciel, poseł na Sejm Ustawodawczy (1947–1952).

## Życiorys
Urodził się 30 listopada 1905 w Rudniku, pow. myślenicki, w rodzinie Kajetana i Kunegundy Blaków. W dwudziestoleciu międzywojennym był aktywnym działaczem Związku Młodzieży Wiejskiej RP „Wici”. Studiował również filozofię na Uniwersytecie Jagiellońskim w Krakowie (ukończył trzy lata studiów). W latach 1930–1931 odbył służbę wojskową w Szkole Podchorążych Rezerwy Piechoty w Cieszynie. Był kierownikiem spółdzielni w Rudniku. W czasie okupacji niemieckiej działał w Armii Ludowej, od 1944 wchodził w skład sztabu oddziału im. Ludwika Waryńskiego na okręg Podhale, ściśle współpracującego z partyzantką sowiecką. W lutym 1944 został posłem do Krajowej Rady Narodowej, reprezentując Stronnictwo Ludowe „Wola Ludu”. 17 października 1944 został aresztowany przez gestapo i więziony w niemieckich obozach koncentracyjnych Groß-Rosen i Flossenbürg. 5 lutego 1945 Tymczasowy Naczelny Komitet Wykonawczy Stronnictwa Ludowego w Lublinie wyznaczył przebywającego jeszcze w obozie koncentracyjnym Józefa Blaka na swojego pełnomocnika do organizacji stronnictwa w Krakowie. 29 grudnia 1945 został ponownie zaliczony do grona członków Krajowej Rady Narodowej. W 1947 uzyskał mandat poselski z Okręgu nr 48 Myślenice do Sejmu Ustawodawczego. W latach 1947–1948 pełnił funkcję przewodniczącego Prezydium Wojewódzkiej Rady Narodowej w Krakowie, od 1948 był nauczycielem, a od 1956 do 1963 dyrektorem I Liceum Ogólnokształcącego w Myślenicach.

## Ordery i odznaczenie
- Krzyż Srebrny Orderu Virtuti Militari (12 czerwca 1946)[5]
- Złoty Krzyż Zasługi (20 lipca 1955)[6]
- Medal 10-lecia Polski Ludowej (15 stycznia 1955)[7]